# Каргін Анатолій Олексійович
Анато́лій Олексі́йович Каргі́н (13 лютого 1951, Горлівка) — український науковець, доктор технічних наук, професор, завідувач кафедри інформаційних технологій Українського державного університету залізничного транспорту, в минулому декан фізичного факультету та завідувач кафедри комп'ютерних технологій Донецького національного університету.

## Біографія
У 1973 закінчив Донецький державний університет, отримав диплом радіофізика за спеціалізацією з технічних засобів систем управління.
Навчався в аспірантурі на кафедрі «Технічні засоби систем управління» за спеціальністю 05.13.01 — Технічна кібернетика і теорія інформації.
Кандидатську дисертацію на тему «Дослідження цінності інформації, яка використовується в автоматизованих системах управління для забезпечення експлуатаційної надійності технологічного обладнання» захистив у 1979 році в Харківському інституті радіоелектроніки.
Вчене звання доцента кафедри кібернетики та обчислювальної техніки присвоєно у 1982 році.
У 1983—1984 роках проходив наукове стажування в Лондонському університеті королеви Марії. Стажувався у професора Ебрахіма Мамдані, де займався дослідженням і розробкою нечітких методів управління технічними комплексами.
У 1997 році захистив докторську дисертацію в спеціалізованій раді Харківського інституту радіоелектроніки на тему «Інтелектуальні управляючі системи реального часу для гнучких автоматизованих виробництв».
Вчене звання професора кафедри комп'ютерних технологій присвоєно у 2001 році.

## Наукова діяльність
Створив та розбудував в Україні науковий напрямок «Інтелектуальні машини».
Представник наукової школи в галузі систем з нечіткою логікою, що склалась на кафедрі комп'ютерних технологій. Науковий керівник проблемної науково-дослідної лабораторії «Перспективні інформаційні технології», створеної в 1989 році. Під керівництвом проф. Каргіна лабораторією розроблена та впроваджена інтегрована система управління гальванічним цехом, створена та впроваджена інтегрована система інтелектуальна система управління роботизованим модулем збірки та зварювання вибухонепроникаючої оболонки шахтної автоматики, створена та впроваджена комплексна автоматизована інформаційна бібліотечна система Донецького національного университета.

## Нагороди
- Заслужений працівник освіти України